# Menyarik
Menyarik is een bestuurslaag in het regentschap Pasuruan van de provincie Oost-Java, Indonesië. Menyarik telt 2697 inwoners (volkstelling 2010).